# 扎里奇奇亞 (海辛區)
48°50′22″N 29°24′31″E / 48.83944°N 29.40861°E
扎里奇奇亞（烏克蘭語：Заріччя），是烏克蘭的村落，位於該國西南部文尼察州，由海辛區負責管轄，始建於1540年，面積0.24平方公里，海拔高度177米，2001年人口56，人口密度每平方公里238.3人。